# Кылыч-Арслан V
Гияседдин Кылыч-Арслан V — сын султана Рума Алаэддина Кейкубада III. Некоторые историки полагали, что Кылыч-Арслан правил султанатом в 1310—1318 годах, но большинство медиевистов придерживаются мнения, что такого султана не было и Кылыч-Арслан был лишь претендентом на трон.

## Биография
Кылыч-Арслан представителем ветви семьи Сельджукидов, которая правила султанатом Рума. Отцом Кылыч-Арслана был Кейкубад III (или Кейхюсрев III). Кейкубада III возвёл на трон в 1298 году Газан-хан. В 1301/02 году Кейкубад был низложен, и вместо него на престол был возведён Месуд II, смещенный в 1296 году.
По словам турецкого историка Э. Мерчила, «принято считать, что Месуд II умер в 708 (1308) году, и государство сельджуков также прекратило своё существование», но некоторые исследователи утверждают, что после Месуда на престол взошёл султан по имени Гиясэддин Кылыч-Арслан V и его правление продолжалось до 1318 года. Например, В. Запорожец писал, что Иззеддин Кылыч Арслан V правил «в Конье на сельджукском троне» с 1310 года и умер в 1318 году. Турецкий историк Ф. Сюмер утверждал, что Кылыч-Арслан V взошел на трон, но его не признали ни хулагуиды, ни население, ни другие представители семьи сельджукидов. По словам Т. Райс, в 1302—1308 годах «Гияс ад-дин, сын Кейкубада III», боролся за трон с Месудом III. Потом Месуд был убит монголами, а судьба «Гис ад-дина» осталась неизвестной и династия прекратилась.
Макризи полагал, что Румский султанат существовал до 1318 года. Он мог считать датой прекращения существования Анатолийского государства сельджуков убийство сыном Чобана Тимурташем сельджукских принцев или мог ошибаться.
У Гияседдина Кылыч-Арслана был сын, Алаэддин, умерший в 1365 году.